# Maskat a Omán
Maskat a Omán (arabsky مسقط وعمان‎) byl státní útvar na Arabském poloostrově, který existoval na území dnešního Sultanátu Omán a zčásti na území dnešních Spojených arabských emirátů, přibližně od roku 1856 do roku 1970. Maskat a Omán by neměl být zaměňován s jiným státním útvarem, a to se Smluvním Ománem.

## Historie

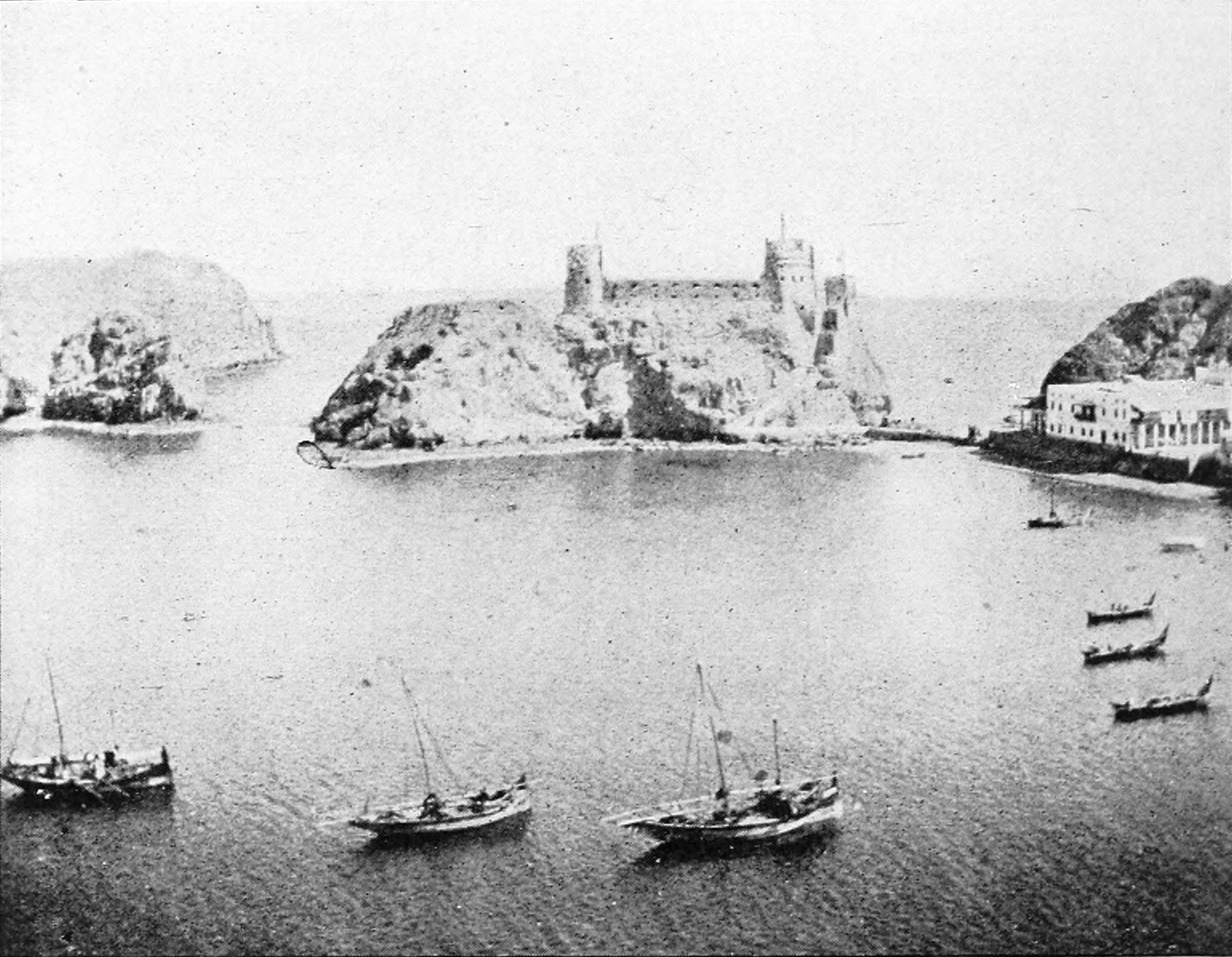
Přístav Maskatu

Mezi bohatším, pobřežním a námořně orientovaným Sultanátem Maskat a vnitrozemským Ománským imámátem, jehož konzervativní vládci byli představiteli ibádíjovské větve islámu, vždy v historii existovaly rozdíly.

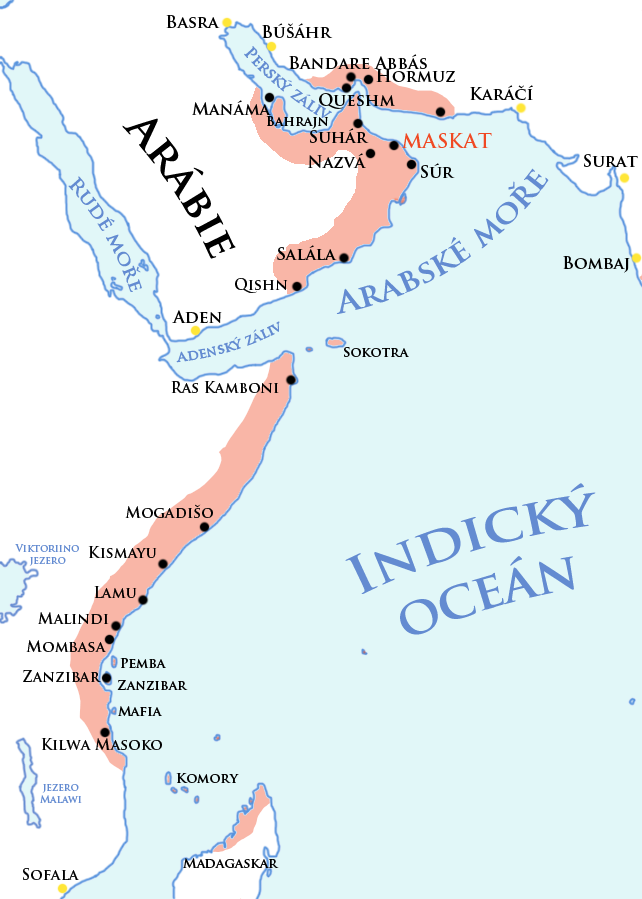
Ománská říše (tj. Sultanát Maskat a Omán a území pod jeho vlivem) v roce 1856

Sultanát Maskat disponoval silným námořnictvem, s jehož pomocí dokázal vytvořit krátkodobou říši, zahrnující dnešní Omán, Spojené arabské emiráty, jižní Balúčistán a Zanzibar a přilehlá pobřeží Keni, Tanzanie a Mosambiku. Sultanát se rovněž zapojil do vysoce výnosného obchodu s otroky napříč východní Afrikou. V nedávné době[kdy?] vznesl ománský ministr nárok na Maskarény s odkazem na fakt, že tyto vzdálené ostrovy sultanát kontroloval již od 15. století.
V roce 1820 ztratil sultanát mnohá území v Perském zálivu, která se později stala britským protektorátem Smluvní Omán. Pátý sultán z rodu Al Saídů, Saíd bin Sultán, zpevnil a sjednotil své územní državy a zvýšil ekonomické zisky a země prosperovala. Nicméně ománská námořní flotila již nemohla nadále konkurovat technicky vyspělejším evropským flotilám a sultanát ztratil mnoho obchodních styků s Indií. Pod tlakem Velké Británie se sultanát oprostil od obchodu s otroky, což vedlo k politickému i ekonomickému úpadku.

Vlajka Sultanátu Maskat a Omán, předtím Sultanátu Maskat

Vlajka Imámátu Omán. Znak v levém horním rohu je Ománem užíván dodnes.

Dne 4. června 1856 zemřel sultán, aniž by jmenoval následníka trůnu a panovnický rod Al Saíd se nedohodl na jeho následníkovi. Situace se vyřešila prostřednictvím Británie, jež určila dva vládce z dynastie Al Saídů. První měl vládnout vnitrozemsky ležícímu Imámátu Omán a druhý v Maskatském sultanátu. To vedlo k používání nového označení Maskat a Omán. Zanzibar se stal nezávislým.
Sultanát Maskat se stal terčem pravidelných útoků ibádíjských kmenů, které nesnášely ovlivňování ze strany Ománců žijících při pobřeží. Sultanát se nicméně s pomocí Velké Británie před těmito útoky ubránil.
Tento historický nesoulad pokračoval napříč 20. stoletím, kdy sultán Saíd bin Tajmúr povolil Imámátu Omán omezenou autonomii.
Objevy ropy v Perském zálivu zhoršily územní spory mezi Maskatským sultanátem a Ománským imámátem. Většina ropných polí ležela v imámátu, avšak sultán dopřál licence k těžbě evropským ropným společnostem v oblasti, třebaže uznával svrchovanost imáma nad oblastí. Ropné společnosti proto vyzvaly britskou vládu ke zvýšení podpory sultánovi. Sultán zrušením Seebské smlouvy převzal vládu nad územím imámátu a imáma sesadil.
S pomocí Velké Británie byl sultán schopen ovládnout většinu území Ománu. V roce 1957 Sultánovy ozbrojené síly dobyly město Nazvá, ale poté sultán jevil jen nepatrný zájem o stabilitu národa. Poslední zámořská država, při Ománském zálivu ležící přístav Gwadar, byla v roce 1958 postoupena Pákistánu. Četnost vzpour, jako bylo například Dafárské povstání mající podporu Jemenu, motivovalo Velkou Británii ke změně sultána. Británie zvolila na Západě vzdělaného sultánova syna, Kábúse ibn Saída, jenž byl zavřen v paláci, jelikož se jeho otec obával puče. Po úspěšném vojenském převratu provedeného s pomocí Britů a svém osvobození se Kábús prohlásil sultánem Maskatu.
Krátce poté, znovu s pomocí Velké Británie a nelítostné armády z Balúčistánu, Kábús potlačil Dafárské povstání v roce 1976 a sloučil vnitrozemské území Ománu s přímořským Maskatem. Nově spojené území bývalého Imámátu Omán spolu s územím Sultanátu Maskat začalo nést název Sultanát Omán.

## Soharský sultanát
Existence Soharského sultanátu trvala od roku 1920 přibližně do roku 1932. V roce 1920 se šejk Ali Banu Bu Ali, příbuzný sultána Tajmúra bin Fajsala, vzbouřil v severním městě Suhár a prohlásil sám sebe vládcem, avšak byl sesazen Brity v roce 1932.